# NEA 스카우트
NEA 스카우트(Near-Earth Asteroid Scout, NEA Scout)는 근지구 소행성을 탐사하기 위해 시험용으로 2022년 11월 16일에 발사한 NASA의 태양광 돛단배이다. 목적은 저비용으로 소행성의 방향을 전환시키는 방법을 알아내는 것이며, 2019년 1991 VG을 저공비행을 하기 위해 특이사항으로 다른 큐브 위성 13개와 함께 발사된다.

## 역사와 제작배경
계획된 목표는 2020 GE였지만, 발사 날짜 또는 다른 원인 이유로 변경되었다.

## 발사
SLS으로 케네디 우주 센터 제39발사단지에서 발사되며, 다른 큐브 위성 13개와 함께 발사된다.

## 지원, 개발, 투자
- NASA
- JPL
- MSFC
- GSFC
- GSC
- LBSC
- 말린 우주 센터
- 줄리 칼리스토 로제즈
- 줄리 칼리스토 로제즈 연구팀
- 록히드 마틴
- Caltech
- MIT
- 존스 홉킨스 대학교
- 프린스턴 대학교

## 같이 발사되는 인공위성들
- 루나 플래쉬라이트
- 바이오 센티넬
- 스카이 파이어
- 루나 아이스큐브
- CuSP
- 루나H-맵
- EQUULEUS
- 오모테나시
- 아르고 문
- 시스 루나 익스플로어
- CU-E3
- 팀 마일스

## 같이 보기
- 바이오 센티넬
- 스카이파이어 (우주선)
- 오모테나시